# Landkommissariat Germersheim

Das Landkommissariat Germersheim in der Pfalz 1818–1862

Das Landkommissariat Germersheim (amtlich: Land-Commissariat Germersheim) war einer von zwölf Verwaltungsbezirken im bayerischen Rheinkreis (1837 in „Kreis Pfalz“ umbenannt), der ab 1818 bestand und 1862 in Bezirksamt Germersheim umbenannt wurde. Sein räumlich weitestgehend (bis auf die Umgliederung von Hayna) identischer Nachfolger ist der heutige Landkreis Germersheim in Rheinland-Pfalz. Der namensgebende Verwaltungssitz war auch damals schon in Germersheim.

## Geschichte
Der bayerische König Maximilian Joseph I. hatte am 30. April 1816 das Gebiet des später eingerichteten Rheinkreises aufgrund eines Tauschvertrages mit dem österreichischen Kaiser Franz I. förmlich in Besitz genommen.
Aus der sogenannten Franzosenzeit hatte Bayern in der Pfalz zunächst die seit 1798 entstandene Verwaltungsstruktur im Wesentlichen übernommen. Der neu entstandene Rheinkreis war in vier Kreisdirektionen, später auch Bezirksdirektionen genannt, eingeteilt. Die nachgeordneten Verwaltungsebenen der Kantone und Bürgermeistereien, abgesehen von geringfügigen Gebietsanpassungen, blieben bestehen.
Das Gebiet des Landkommissariats Germersheim gehörte bis 1814 zum Departement Donnersberg (Kanton Germersheim) bzw. bis 1815 zum Departement Niederrhein (Kanton Kandel). Nach der Inbesitznahme durch Bayern und der Einrichtung der Kreisdirektionen gehörte das Gebiet zur Kreisdirektion Landau.
Mit Wirkung vom 1. April 1818 wurden die Distrikte der bisherigen vier „Bezirks-Directionen“ des Rheinkreises in zwölf „Land-Commissariate“ neu aufgeteilt. Der Aufgabenbereich und die Zuständigkeiten änderten sich nicht. Zum ersten „Land-Commissär“ wurde Peter Anton Müller bestimmt. Dem Landkommissar standen ein Aktuar, zwei Schreiber und ein Bote zur Verfügung, für Gehälter und Bürokosten waren 3900 Gulden pro Jahr veranschlagt.
Zum 1. Juli 1862 erhielten die Landkommissariate in der Pfalz die Benennung Bezirksämter, aus denen nach der Dritten Verordnung über den Neuaufbau des Reichs vom 28. November 1938 mit Wirkung zum 1. Januar 1939 durch Umbenennung die Landkreise entstanden.

## Landkommissäre
Dem Landkommissariat Germersheim standen fünf Landkommissäre vor (in Klammern deren Lebensdaten):
- 1818 bis 1839: Peter Anton Müller (1775–1839)
- 1839 bis 1848: Georg Mayr (1806–1875)
- 1848 bis 1850: Maximilian „Max“ de Lamotte (1809–1887)
- 1850 bis 1853: Ludwig Kollmann (1810–1887)
- 1853 bis 1862: Joseph Megele (1804–1867); war anschließend bis 1867 Bezirksamtmann des Bezirksamts Germersheim

## Gliederung
Das Landkommissariat Germersheim gliederte sich in die Kantone Germersheim und Kandel und umfasste 36 Gemeinden (alle Orte in der amtlichen Schreibweise von 1817):

### Kanton Germersheim
| - Bellheim - Freisbach - Germersheim - Hördt - Knittelsheim - Leimersheim und Kuhardt | - Lingenfeld - Neu-Pfotz - Nieder-Lustadt - Ober-Lustadt - Ottersheim - Schwegenheim | - Sondernheim - Weingarten - Westheim - Zeißkamm |

### Kanton Kandel
| - Berg - Büchelberg - Erlenbach - Freckenfeld - Hagenbach am Rhein - Hatzenbühl - Hayna | - Jockgrim - Kandel - Minfeld - Neuburg - Pforz - Rhein-Zabern - Rülzheim | - Schaidt - Scheibenhard - Steinweiler - Volmersweiler - Winden - Wörth |